# الاتحاد الرياضي القرطاجني
الاتحاد الرياضي القرطاجني، هو نادي رياضي تونسي في مدينة قرطاج. تأسس في السنة 1960. يلعب الفريق في الرابطة التونسية الثالثة مستوى ثاني.
ترأس النادي حاليا سناء السخيري ويدربه.
يلعب مباراياته المحلية في الملعب البلدي بقرطاج، الذي تبلغ سعته 3000 متفرج.

## مواضيع ذات علاقة
- الاتحاد الرياضي القرطاجني (كرة طائرة).

## وصلات خارجية
- صفحة الاتحاد الرياضي القرطاجني على موقع كوووة.
- الموقع الرسمي للجامعة التونسية لكرة القدم.